# Pelle Almqvist
Howlin' Pelle Almqvist (29 de mayo de 1978) es el vocalista de la banda sueca de garage rock, The Hives. Como el resto de la banda, Almqvist nació en Fagersta, Condado de Västmanland, Suecia, un pequeño pueblo en el centro del país con alrededor de 12,000 habitantes. 
Almqvist y su hermano Niklas (cuyo nombre artístico es Nicholaus Arson) formaron The Hives en 1993. De acuerdo a la biografía de la banda, atrajeron la atención del mánager/productor/compositor Randy Fitzsimmons (cuya existencia ha sido puesta en duda, aunque la banda siempre ha mantenido que es real), quien lanzó la banda a la fama.
Almqvist es conocido por ser particularmente animado en las presentaciones en vivo, lo cual ha dado a The Hives el título de "La Mejor Banda del Mundo en Vivo", según la revista Spin Magazine. Algunas de las cosas que hace Almqvist en las actuaciones en vivo incluyen sus gritos, saltos, el mezclarse con el público y decir cosas arrogantes de la banda entre las canciones.
En el 2005 Pelle estableció una relación sentimental con María Andersson, cantante y guitarrista de Sahara Hotnights, otra de las bandas más resaltantes de la reciente escena punk-rock sueca.
Pelle también ha colaborado con el artista de rock sueco Moneybrother, haciendo un cover de la canción "Freeze Up" de la banda Operation Ivy. Lo hicieron en sueco y lo llamaron "Jag skriver inte på nått", que traducido sería "No voy a firmar nada".

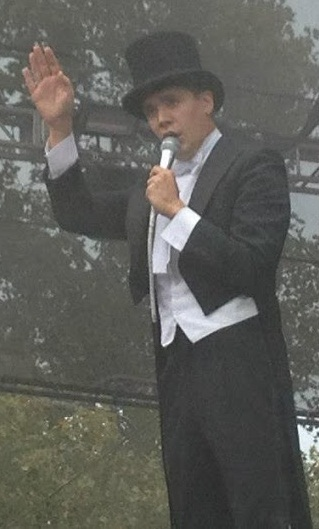
Pelle Almqvist-The Hives-Philadelphia-2012

- Datos: Q2166721